# Vela als Jocs Olímpics d'Estiu de 1924
Als Jocs Olímpics de 1924 celebrats a la ciutat de París (França) es disputaren tres proves de vela, 11 proves menys que en els anteriors Jocs Olímpics. Les proves es disputaren entre els dies 10 i 13 de juliol de 1924 en el cas del Monotip Olímpic a la riba de Meulan, i entre el 21 i el 26 de juliol en la resta de categories a la costa de Le Havre.

## Nacions participants
Hi participaren un total de 65 regatistes, entre ells una única dona en representació de Suïssa, de 19 nacions diferents:
| - Argentina (5) - Bèlgica (8) - Canadà (1) - Cuba (3) - Dinamarca (4) - Espanya (3) - Finlàndia (1) - França (9) - Itàlia (3) - Mònaco (1) | - Noruega (9) - Països Baixos (4) - Polònia (1) - Portugal (1) - Regne Unit (5) - Sud-àfrica (1) - Suècia (4) - Suïssa (1) - Txecoslovàquia (1) |

## Resum de medalles
| Prova                   | Or                                                                                              | Argent                                                                                     | Bronze                                                                                                |
| Monotip Olímpic detalls | Léon Huybrechts                                                                                 | Henrik Robert                                                                              | Hans Dittmar                                                                                          |
| 6 metres detalls        | Noruega · Elisabeth VEugen Lunde · Christopher Dahl · Anders Lundgren                           | Dinamarca · BonzoKnud Degn · Christian Nielsen · Vilhelm Vett                              | Països Baixos · Willem SixJohan Carp · Anthonij Guépin · Jan Vreede                                   |
| 8 metres detalls        | Noruega · BeraRick Bockelie · Harald Hagen · Ingar Nielsen · Carl Ringvold · Carl Ringvold, Jr. | Regne Unit · EmilyEdwin Jacob · Thomas Riggs · Walter Riggs · Ernest Roney · Harold Fowler | França · NamoussaLouis Bréguet · Pierre Gauthier · Robert Girardet · André Guerrier · Georges Mollard |

1. ↑  Aquest regatista no apareix a la Base de Dades del Comitè Olímpic Internacional (COI) però sí a databaseOlympics.com.

## Medaller
| Posició | País          | Or | Argent | Bronze | Total |
| 1       | Noruega       | 2  | 1      | 0      | 3     |
| 2       | Bèlgica       | 1  | 0      | 0      | 1     |
| 3       | Dinamarca     | 0  | 1      | 0      | 1     |
| 3       | Regne Unit    | 0  | 1      | 0      | 1     |
| 5       | Finlàndia     | 0  | 0      | 1      | 1     |
| 5       | França        | 0  | 0      | 1      | 1     |
| 5       | Països Baixos | 0  | 0      | 1      | 1     |